# 登普斯特公路

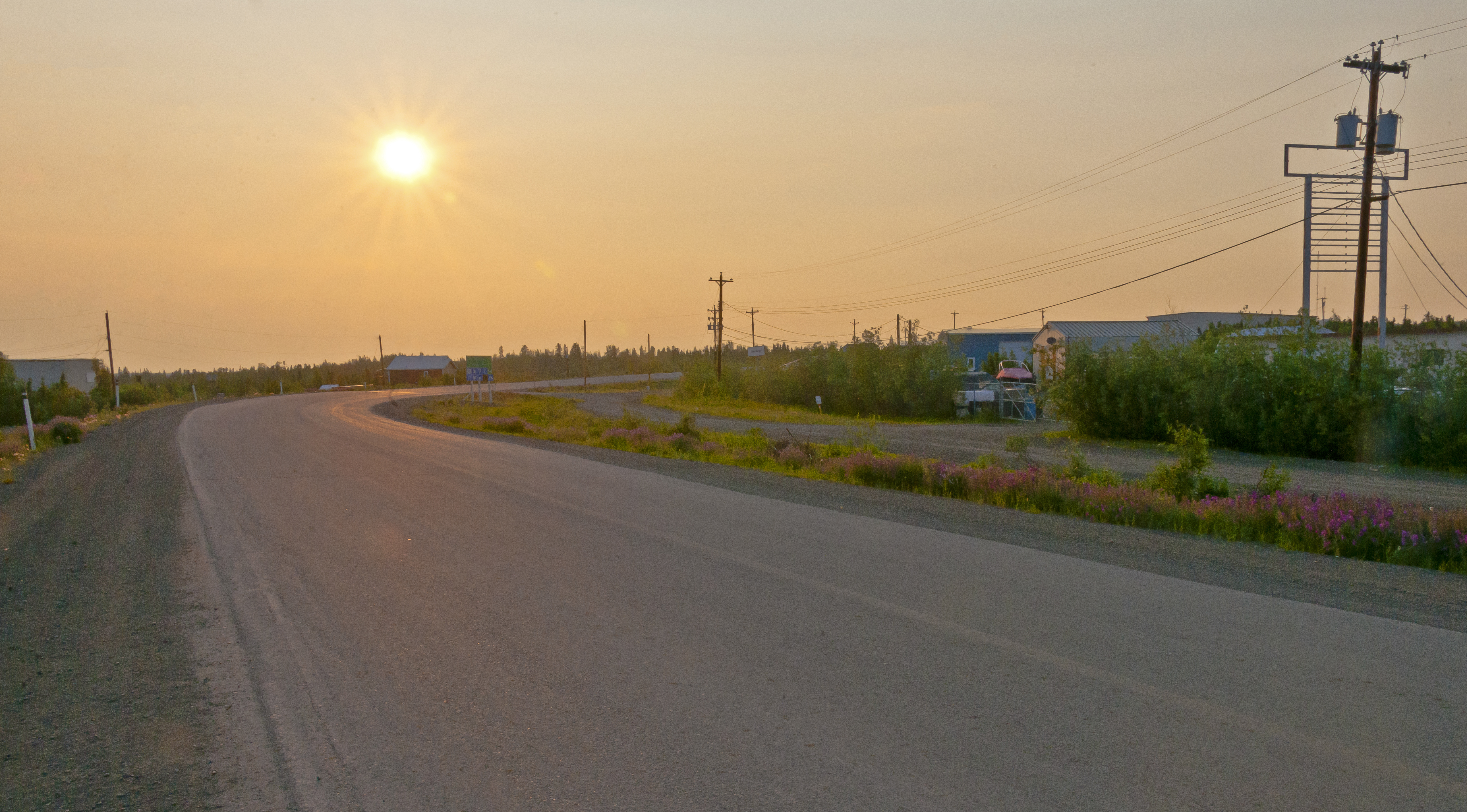

登普斯特公路（Dempster Highway），也称为育空5号公路（Yukon Highway 5）和西北地区8号公路（Northwest Territories Highway 8），是加拿大的一条公路，连接育空地区的克朗代克公路和麦肯齐河三角洲上的西北地区城镇因努维克。该公路结合季节性渡轮服务和冰桥穿越皮尔河和麦肯齐河。随着因努维克-图克托亚图克公路的竣工，从因努维克到图克托亚图克的全年公路通道于2017年11月开通，创建了第一条连接加拿大公路网与北冰洋的全天候公路路线。
这条高速公路以西北骑警警官威廉·登普斯特的名字命名，他曾在1911年发现失踪的西北骑警巡逻队。

## 路线说明
登普斯特公路开始于育空地区道森市以东的克朗代克公路40公里处。公路沿线没有其它公路或主要道路的路口，沿东北偏北方向前往西北地区延伸736公里直至伊努维克，穿过墓碑地区公园并穿越奥吉尔维山脉和理查森山脉。

## 历史

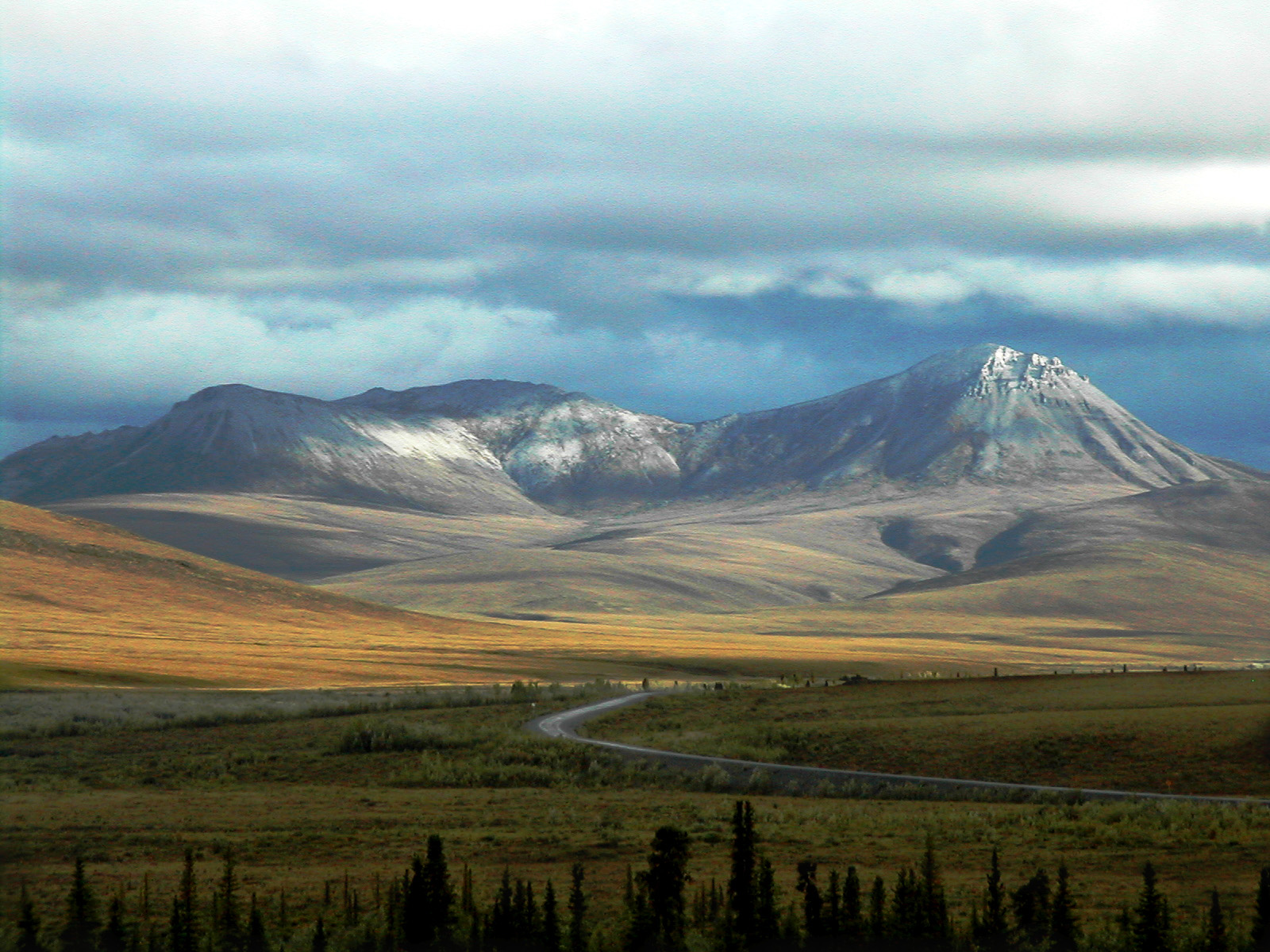
登普斯特公路近理查森山脉

登普斯特公路大致沿着从道森市到麦克弗森堡的旧狗拉雪橇路线，以西北骑警团的下士（后来的督察）威廉·登普斯特命名。
在19世纪末，为应对克朗代克淘金热，西北骑警团在育空地区和西北地区建立了驻地。他们的活动包括在前哨和社区之间进行冬季雪橇巡逻。其中一条在1903年建立的巡逻路线，从道森市通往西北骑警团在麦克弗森堡的前哨。
1910年12月，西北骑警团的督察弗朗西斯·约瑟夫·菲茨杰拉德带领三名男子进行了从麦克弗森堡到道森市的年度冬季巡逻。他们在路上迷失了方向，随后死于寒冷和饥饿。当他们没有按预期到达道森市时，1911年3月，登普斯特下士和两名警员被派出进行救援巡逻。1911年3月22日，登普斯特和他的队员发现了菲茨杰拉德巡逻队的尸体。

## 建设

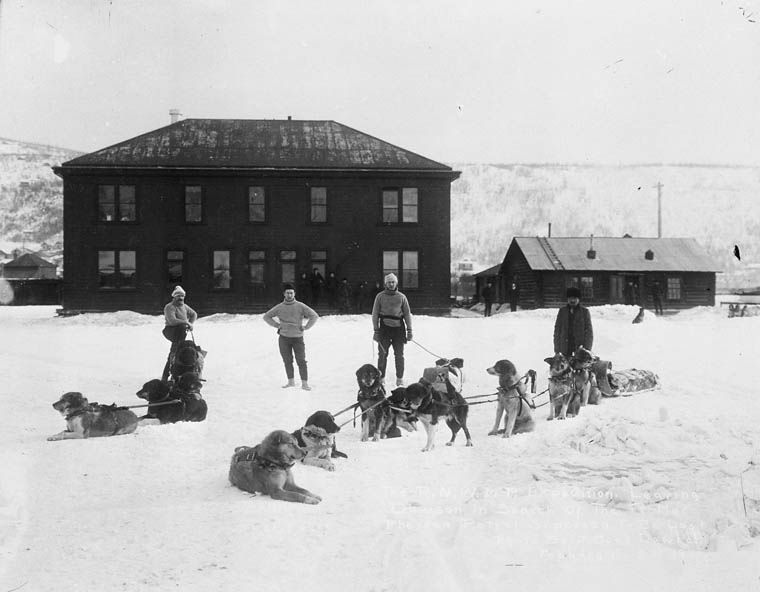
威廉·德普斯特下士为寻找失踪巡逻队进行探险，育空地区道森市，1911年

1958年，随着麦肯齐三角洲的油气勘探活动的扩展，加拿大政府决定从育空的道森市建一条通往西北地区的阿克拉维克的公路。这条公路旨在提供一个全年通行、与南部加拿大相连的陆上供应线路。勘探工作始于1958年。
1959年8月，在鹰平原（Eagle Plains）地区发现了石油，政府为了刺激该地区的更多勘探活动，给予了石油工业特许权。这为建一条用于运输设备、基础设施和收入的道路提供了更多的动力。1959年1月，道路的建设开始了，当时被称为育空地区11号道路。道路的北端终点改为了因纽维克新镇。由于高昂的成本和联邦与育空政府之间的持续资金分歧，直到1961年，进展都很缓慢。当发现鹰平原地区的油田没有商业潜力时，建设在1962年停止，当时已建了115公里的路基。
现有道路的季节性维护虽然一直在进行，但没有进一步的工作。1964年，经过温哥华育空者协会和育空先驱者协会的请愿，道路被重新命名为德普斯特公路。随着1968年美国在阿拉斯加的普鲁德霍湾发现油气沉积后，1970年，加拿大政府在开始寻求在他们的北极领土上主张主权，建设工作恢复了。人们还猜测麦肯齐山谷可能会建一条油管。
在其建设时，这条公路是当时最北边的重要道路项目。天气和日光条件都是挑战。1979年，一个工作小组在理查森山脉被暴风雪困住，差点丧命。建设必须考虑到永冻层；必须防止公路向地面传热，以防止永冻层融化。为了解决这个问题，道路是建在一个碎石堤上的，从1.2到2.4米不等，以隔绝上面的道路和下面的永冻层。部分建设由加拿大军队完成；加拿大奇利瓦克军事基地（CFB Chilliwack）的加拿大皇家工兵团3场地中队（3 Field Squadron, RCE）在1971年和1977年分别在奥吉尔维河（Ogilvie River）和鹰河（Eagle River）上建桥。
道路的最后一段在1978年完工，造价1.32亿加元。1979年8月18日，公路在育空的平溪（Flat Creek）正式开放。

## 图库

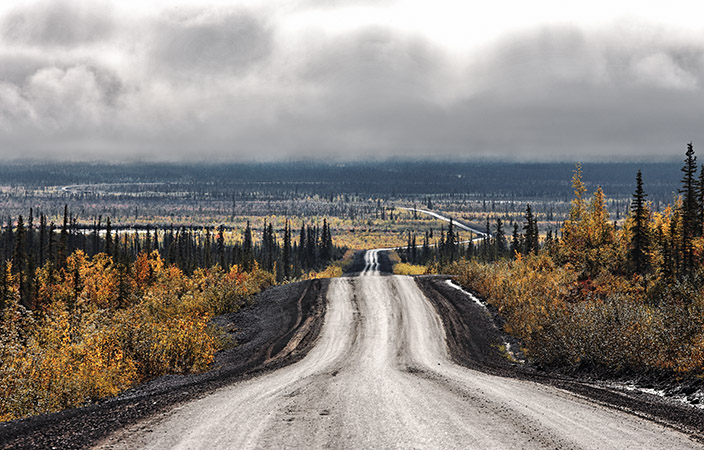
在因努维克以南的登普斯特公路上
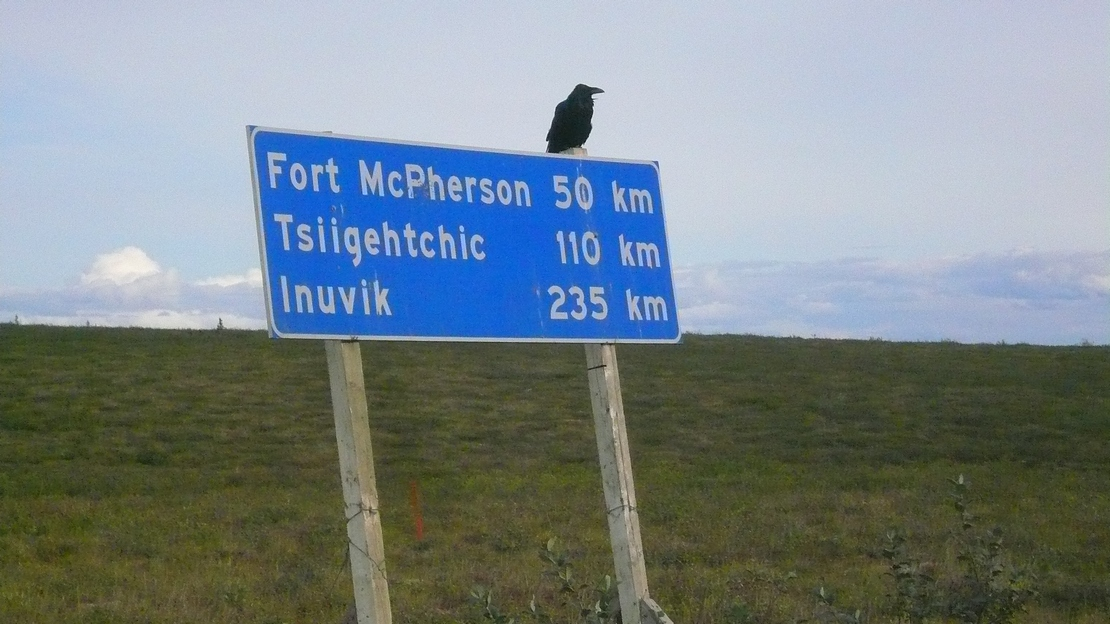
登普斯特公路上的路牌
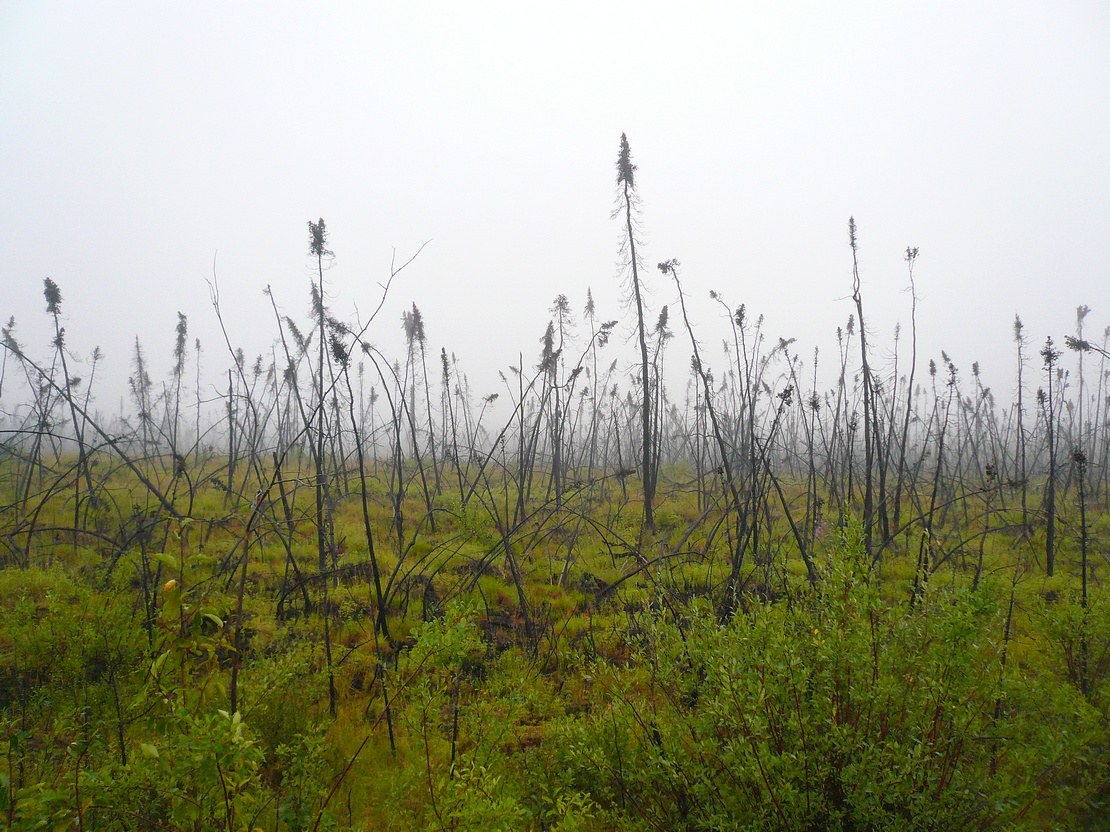
北极云杉
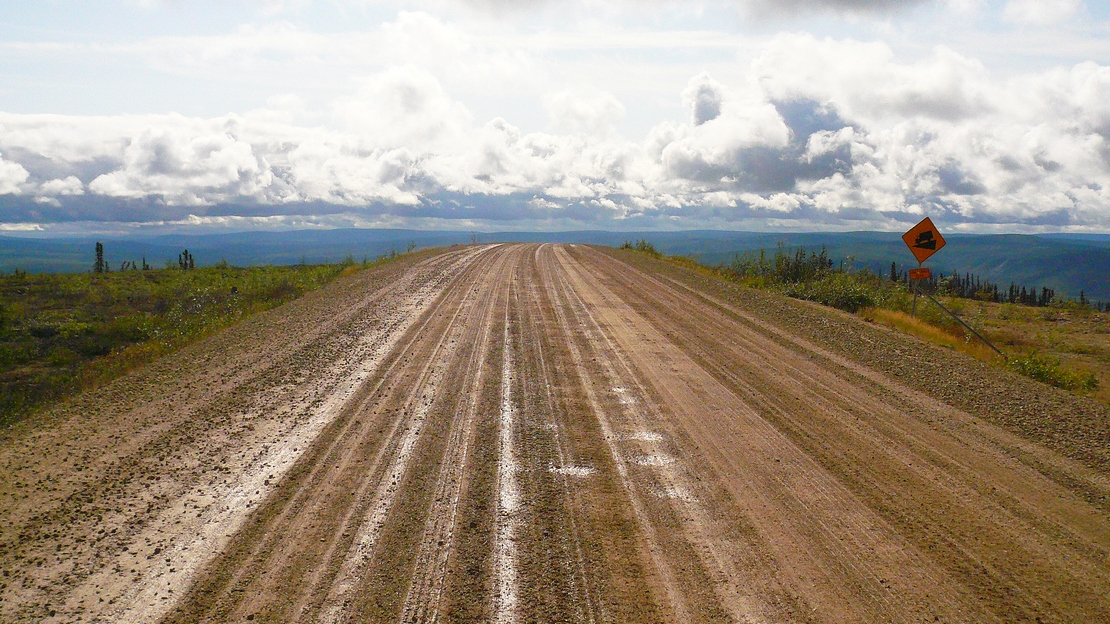
登普斯特公路
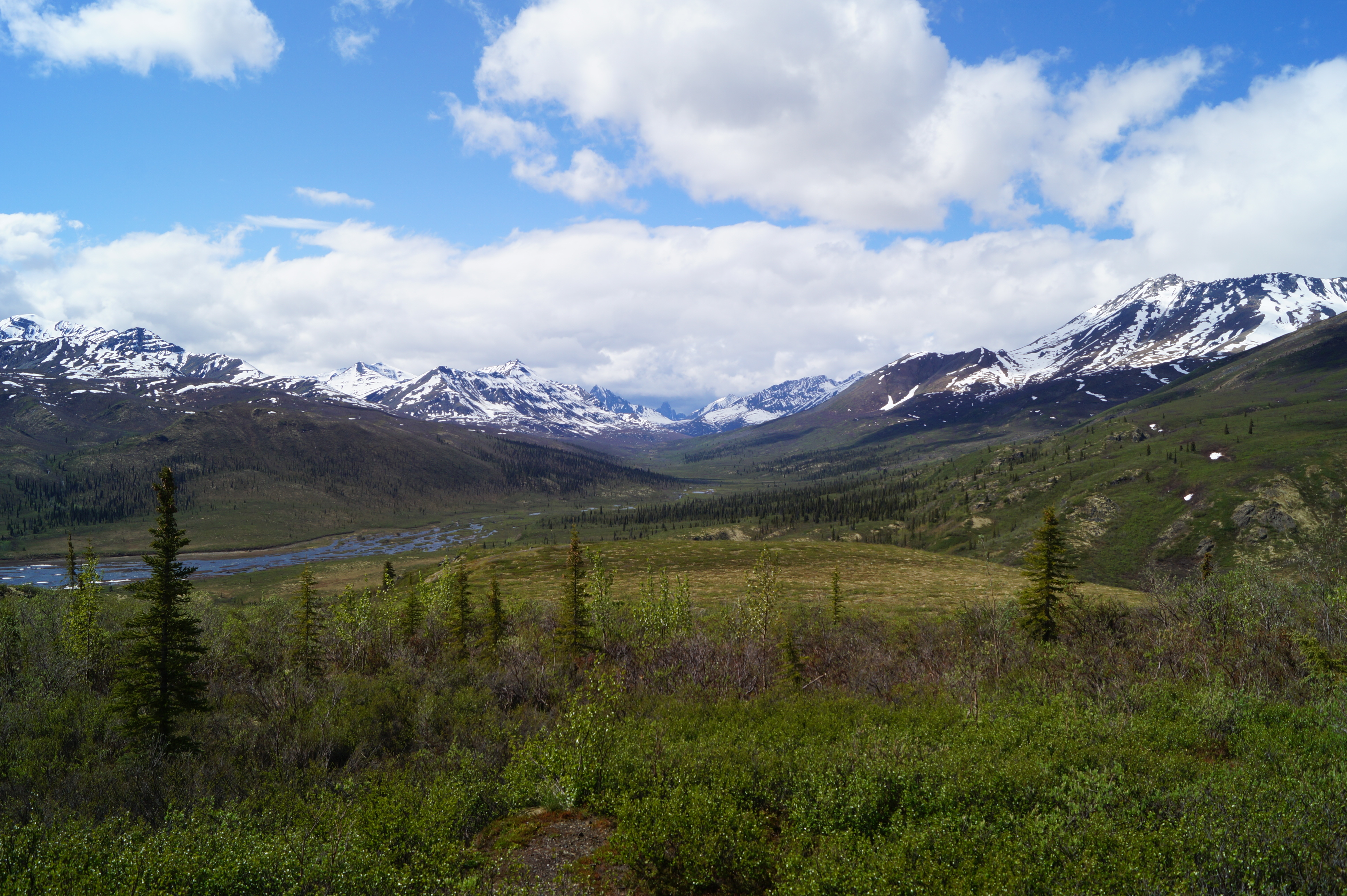
墓碑地区公园中的墓碑山
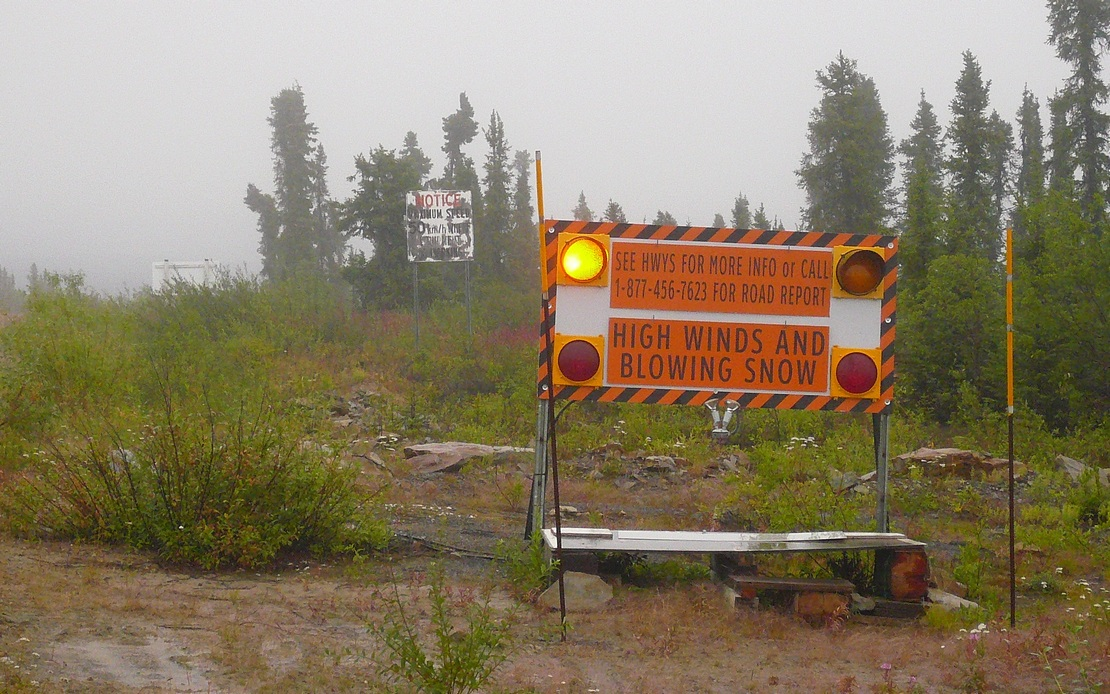
鹰平原上的警示牌：强风和飘雪
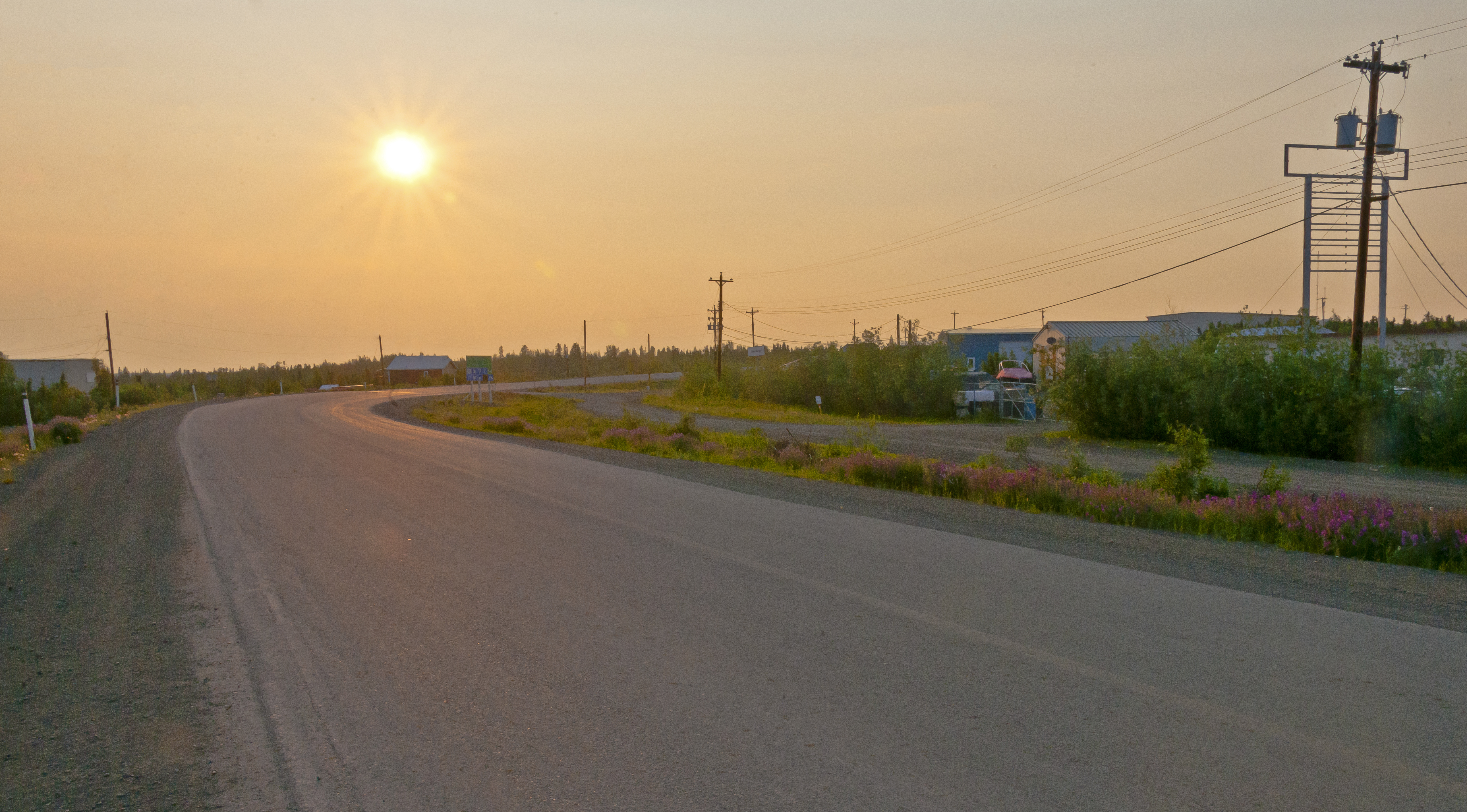
在距因努维克不远的登普斯特公路上的极昼